# Hendrik Kerstens

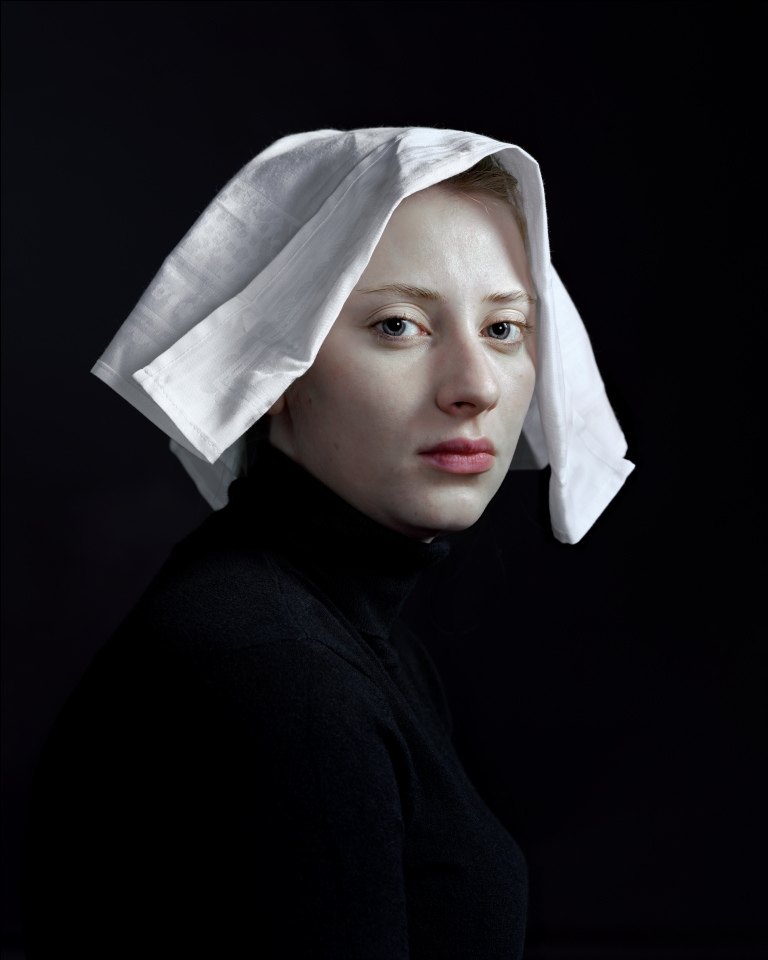
Paula Kerstens fotografíada por Hendrik Kerstens

Hendrik Kerstens (nacido en La Haya, el 24 de marzo de 1956) es un fotógrafo y artista visual neerlandés. Es conocido por los retratos de su hija Paula.

## Biografía
Hendrik Kerstens era importador de queso en La Haya. Tras el nacimiento de su hija Paula, abandonó el negocio y se dedicó a la fotografía. Quería registrar los cambios y acontecimientos en la vida de su hija. A medida que Paula fue creciendo, pasó a ser a un artista visual especializado en fotografía escenificada . 

## Fotografías
Las fotografías de Kerstens referencian visualmente a las pinturas de los Viejos Maestros. Un crítico holandés afirmó que Kerstens convirtió su retrato Bag en una obra maestra moderna de manera similar a como lo hizo Frans Hals (1582-1666) antes que él. Otros historiadores del arte compararon la fotografía de Paula con un turbante rojo (Turbante rojo) en la cabeza con los retratos de Jan van Eyck (c. 1390-1441). Los críticos también sugieren que Kerstens llama la atención sobre los problemas ecológicos al reutilizar bolsas de plástico, latas y papel de aluminio como accesorios en sus retratos.  El uso que hace Kerstens de su hija como modelo ha generado comparaciones con la fotógrafa Sally Mann, y un crítico estadounidense señala la transformación de Paula del papel de musa al de colaboradora para crear "feroces autorretratos que reescriben la narrativa de la cosificación femenina". 
Kerstens también trabaja para publicaciones periódicas como The New York Times Magazine . Ha retratado entre otros al director Michael Haneke (2007), a la artista visual Marlene Dumas (2008) y al actor Alec Baldwin (2011). 

## Reconocimiento
La National Portrait Gallery de Londres otorgo a la fotografía Bag con el Premio de Retrato Fotográfico Taylor Wessing en 2008.  El diseñador de moda Alexander McQueen se inspiró en sus fotos para su desfile The Horn of Plenty (2009).  Una serie de carteles diseñados por Kerstens en 2010 para la Bayerische Staatsoper de Múnich recibió el premio Beste Plakette des Jahres .  En 2013, Harper's Bazaar le pidió a Kerstens que fotografiara ropa y accesorios de diseñadores como Dolce & Gabbana, Comme des Garçons y otros.  Esta sesión fotográfica fue galardonada con el 11º Premio Lucie al mejor diseño de moda del año. 

## Publicaciones (selección)
- Barnes, Martin y Hendrik Kerstens: Paula – Conversaciones silenciosas . Amberes: Ludion, 2013. -ISBN 9789029589888
- Espuma. Dutch Seen – Nueva York redescubierta . Nueva York: Museo de la Ciudad de Nueva York, 2009. -ISBN 9789490022037
- Howgate, Sarah e. Retratos del siglo XXI: un compendio de la National Portrait Gallery . Londres: Galería Nacional de Retratos, 2014. -ISBN 9781855144163
- Ryan, Kathy y The New York Times Magazine Photographs . Nueva York: Aperture, 2011. -ISBN 9781597111461
- Sinsheimer, Karen ea Retrato-traición: Museo de Arte de Santa Bárbara: Retratos fotográficos de la colección permanente . Santa Bárbara: Museo de Arte de Santa Bárbara, 2012. -ISBN 9780899511146
- Van den Heuvel, Maartje y Hendrik Kerstens: Paula . Deventer: Editores de arte Thieme, 2010. -ISBN 9789078964384
- Van den Heuvel, Maartje (ed.) Autorreflexivo. Hendrik y Paula Kerstens . Zwolle: W Books, 2023. -ISBN 9789462585577
- Zwagerman, Joost. "De Dingen de Baas: De Schoonheid van een Stukje Plastic". En De Stilte van het Licht: Schoonheid en Onbehagen in de Kunst, p. 153-158. Ámsterdam: De Arbeiderspers, 2015. -ISBN 9789029589888

## Colecciones (selección)
- Colecciones especiales y colecciones digitales de las bibliotecas de la Universidad de Leiden (Países Bajos)
- La Colección Caldic - Wassenaar - Países Bajos
- Museo de Arte de Santa Bárbara - EE. UU.
- Museo de Artes Fotográficas - San Diego - EE. UU.
- Colección Sir Elton John - Londres, Reino Unido
- Colección Alexander McQueen - Londres - Reino Unido

## Premios (selección)
- Premio PANL de los Países Bajos (2001)
- Premio Taylor Wessing de la National Portrait Gallery (2008)
- Porträtfotografie des Jahres (2010)
- Premio Lucie al Mejor Diseño de Moda del Año (2013)